# Francisco S. Carvajal
Francisco Sebastián Carvajal y Gual (Campeche, 9 december 1870 – Mexico-Stad, 20 september 1932) was een Mexicaans politicus en jurist. In 1914 was hij gedurende een maand interim-president van Mexico.
Carvajal was afkomstig uit Campeche. Hij studeerde recht in zijn geboorteplaats en in Mexico-Stad. Hij vervulde verschillende juridische functies tijdens het Porfiriaat en was in 1911 een van de onderhandelaars tussen de regering en de revolutionairen van Francisco I. Madero. Door de dictator Victoriano Huerta werd hij in 1913 tot voorzitter van het Hooggerechtshof benoemd, en later tot minister van buitenlandse zaken. Nadat Huerta's federale leger werd verslagen door de revolutionaire constitutionalisten trad Huerta op 14 juli 1914 af, waardoor Carvajal volgens de grondwet zijn opvolger werd. Carvajal tekende het verdrag van Teoloyucan waarin hij de macht overdroeg aan Venustiano Carranza, de leider van de constitutionalisten. Op 13 augustus droeg hij de macht over en vluchtte Carvajal naar de Verenigde Staten.
In 1922 keerde hij terug naar Mexico en werd hij advocaat. Hij overleed tien jaar later.